# Hans Ferster

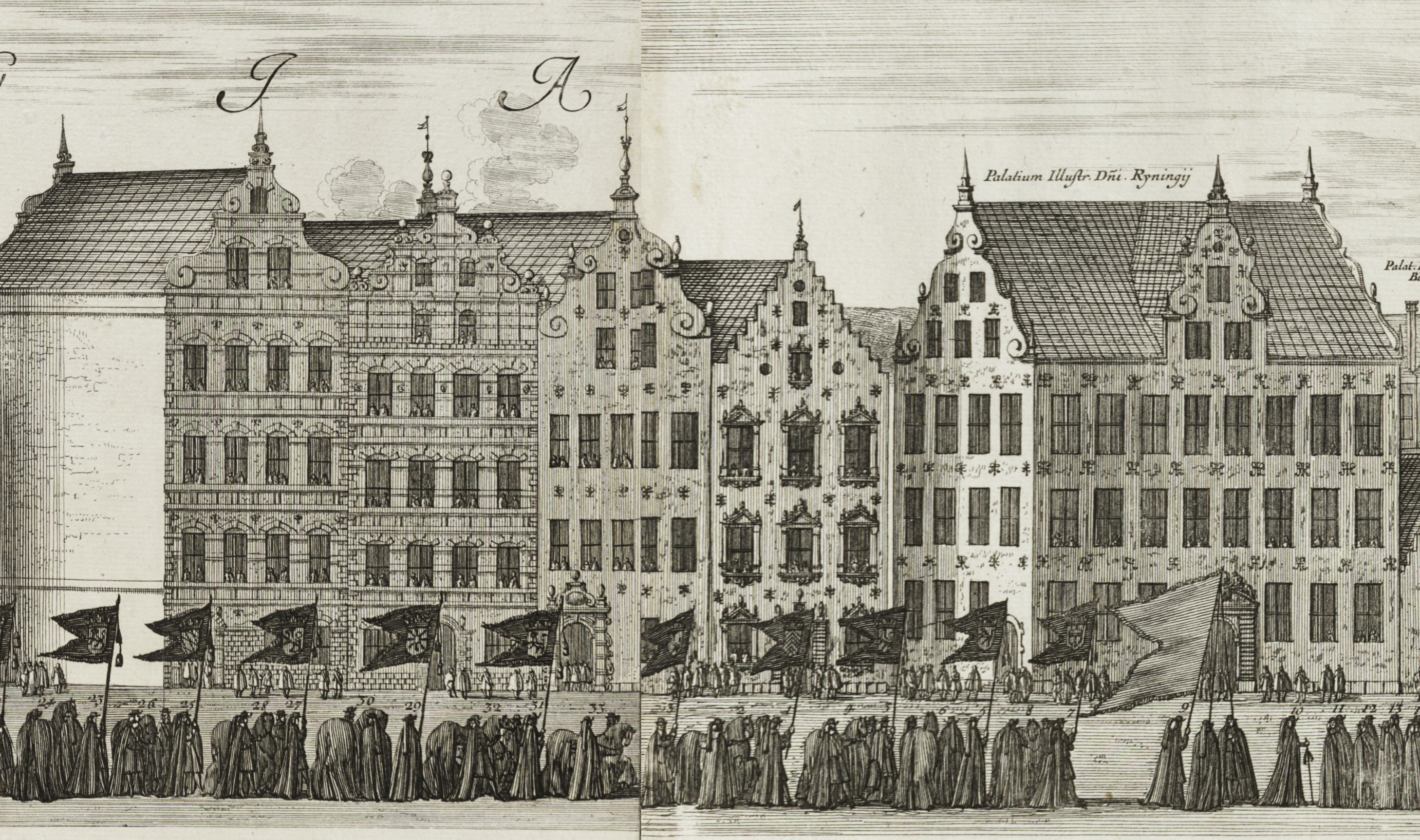
Kvarteret Milon (t.v.) och Atomerna, sedd från Stora Nygatan, 1660. Hans Fersters hus är det andra från vänster.

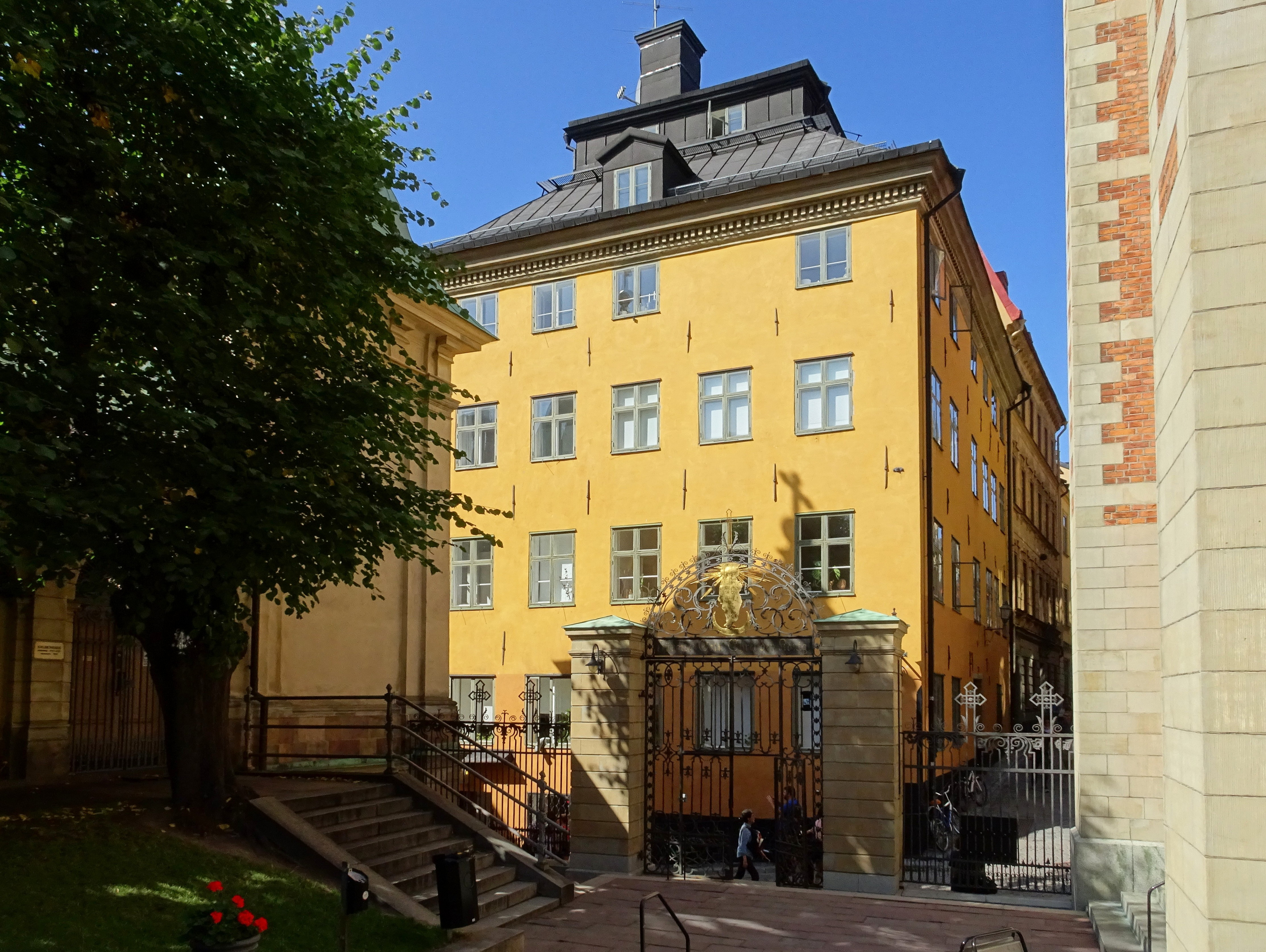
Fastigheten Atlas 8 vid Tyska brinken 24 där Förgyllda Lejonet hade sina lokaler. Till höger skymtar ett hörn av Tyska kyrkan.

Hans Ferster, även Förster, Forster Freester eller Foerster död 1653, var en tysk-svensk murarmästare och kan betraktas som en av tidens storbyggmästare. 

## Biografi
Ferster kom troligen från Lüneburg till Sverige. Därifrån kom fältskären Georg Forster (död 1656), som sannolikt var hans bror. Av handlingarna i Murmestare Embetet i Stockholm framgår, att han sedan 1635 haft två lärdrängar, som blev "utskänkta" av honom 1638; åren 1638–1639 hade han sju lärdrängar, 1643 sysselsatte han 24 gesäller. Som jämförelse kan nämnas att flertalet av de i ämbetet inskrivna mästarna hade vid denna tid en eller ingen gesäll. Den som kom närmast efter Ferster hade åtta gesäller. Han var sålunda tidens storbyggmästare, som hade en mängd byggen i gång både i Stockholm och i landsorten.
Festers första stora, dokumentariskt bestyrkta arbete i Sverige gällde Jakobs kyrka, Stockholm i Stockholm där han fick kontraktet den 25 februari 1635. Kort därefter fick han av assessorn Nils Nilsson Stiernflycht uppdraget att uppföra hans nya hus i kvarteret Atlas (hörnet Tyska brinken och Skomakaregatan) där även värdshuset Förgyllda Lejonet skulle rymmas. Ett liknande bostadshus byggde Ferster åt sig själv på dåvarande paradgatan genom Gamla stan, Stora Konungsgatan, nuvarande fastigheten Milon 5 vid Stora Nygatan 8.
Han var bland annat verksam vid slottet Tre Kronor och fick under arkitekten Hans Jacob Kristlers ledning ombesörja murningsarbetena vid ombyggnaden av Tyska kyrkan, Stockholm i Stockholm. Från 1642 verkade han även vid uppförandet av Kristine kyrka 1642-52. Under bygget av Tyresö kyrka anges han som byggmästare; det anses dock inte klarlagt om det var han som gjorde ritningarna. Han arbetade även under 1640-talet som murarmästare vid riddarhusbygget under Simon de la Vallée.
Ferster dog troligen i unga år och var vid sin död en förmögen man. Enligt ett 18 januari 1665 av änkan ingivet inventarium över dödsboet ägde han förutom stenhuset vid Stora Nygatan en malmgård på Södermalm. I boet fanns också en stor samling guld- och silverföremål.

## Byggnadsverk (urval)
- Falu Kristine kyrka
- Jakobs kyrka, Stockholm
- Tyresö kyrka
- Tyska kyrkan, Stockholm
- Kastenhof
- Fastigheten Atlas 8 (Nils Nilsson Stiernflychts hus)
- Fastigheten Milon 5 (det egna huset)